# Igreja Ortodoxa Ucraniana nos EUA
Igreja Ortodoxa Ucraniana nos EUA (inglês: Ukrainian Orthodox Church of the USA, ucraniano: Українська православна уСША) é uma jurisdição autogovernada do Patriarcado de Constantinopla nos Estados Unidos da América do Norte. É composta por duas eparquias, governadas por dois bispos, incluindo cerca de 85 paróquias e missões ativas. O atual primaz da Igreja é o Metropolita Antônio. A sede e o consistório da Igreja estão localizados em South Bound Brook, Nova Jersey.

## Estrutura
Desde 2018, a Igreja Ortodoxa Ucraniana nos EUA está dividida em duas eparquias:
- Eparquia Oriental (Carolina do Norte, Connecticut, Delaware, Massachusetts, Maryland, Nova Jersey, Nova York, Leste da Pensilvânia, Rhode Island, Virgínia), chefiada pelo Metropolita Antonio ( Nova York, Nova York-Washington D.C.);
- Eparquia Ocidental (Arizona, Califórnia, Illinois, Indiana, Michigan, Minnesota, Nebraska, Novo México, Oregon, Washington, Wisconsin, Flórida, Geórgia, Ohio, norte do Estado de Nova York, oeste da Pensilvânia), chefiada pelo Arcebispo Daniel (Chicago, Illinois).
- Eparquia Central (extinta), existiu de 1995 até 2012, quando foi extinta devido ao pequeno número de paróquias que ali existiam. A eparquia era chefiada pelo Bispo Antonio (Shcherba), Metropolita de Yerapol, chefe da Igreja Ortodoxa Ucraniana nos EUA e da Igreja Ortodoxa Ucraniana na Diáspora. Os estados centrais e do sudeste pertenciam à eparquia, e a cidade catedral era Parma, embora o bispo diocesano morasse em Pittsburgh (Pensilvânia).

No total, existem cerca de 80 (ou 85) paróquias e um seminário - Seminário Teológico Ortodoxo Ucraniano Santa Sofia em South Bound Brook, Nova Jersey. Muitas paróquias estão fechando, apesar das mudanças nos últimos anos para conduzir a liturgia em inglês e nomear padres convertidos para atrair as missas. Além dos dois hierarcas, o clero é composto por 106 sacerdotes e 15 diáconos. Atualmente, 15 das paróquias não têm pároco ou são atendidas pelo clero em seu decanato.
O consistório, órgão dirigente da Igreja Ortodoxa Ucraniana nos Estados Unidos, está localizado no centro da emigração ucraniana - South Bound Brook, Nova Jersey.

## Primazes
- João (Teodoroviche) (1924-1971);
- Mstislav (Skripnik) (1971-1993);
- Constantino (Bagan) (1993-2012);
- Antonio (Shcherba) (2012-).